# Euryglossina kellyi
Euryglossina kellyi är en biart som beskrevs av Exley 1968. Euryglossina kellyi ingår i släktet Euryglossina och familjen korttungebin. Inga underarter finns listade i Catalogue of Life.

## Bildgalleri

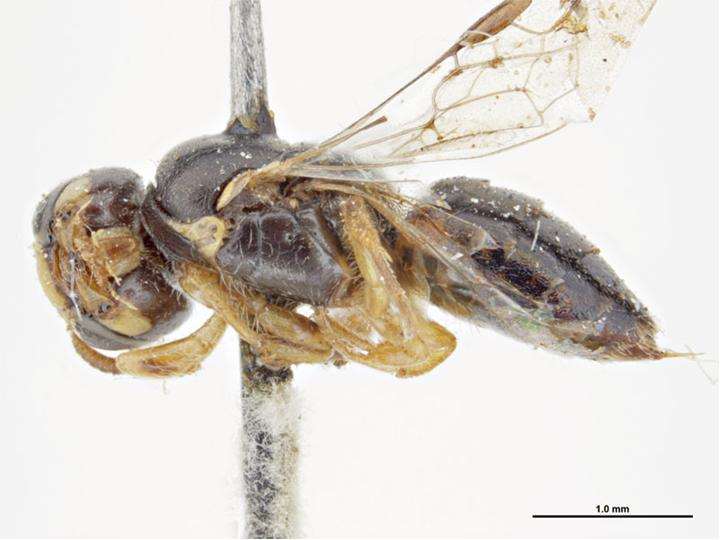